# Вокзальна вулиця (Стрий)
Вокзальна вулиця — велика вулиця міста Стрий на якій розташована залізнична станція Стрий. Знаходиться між вулицею Січових Стрільців та Дрогобицькою.